# Unbalance (林田健司のアルバム)
『Unbalance RAPHLES II』（アンバランス ラフレス ツー）は、林田健司の2枚目のオリジナル・アルバム。
1992年5月21日にBMGビクターより発売された。

## 概要
1stアルバムの前作『RAPHLES』から僅か9か月で発売された。
先行シングル「JEALOUSY IN LOVE」を収録。

## 収録曲
全作曲：林田健司／編曲：林田健司・CHOKKAKU（特記以外）清水信之（7）
1. 運命はノン・ストップ GO GO GO
作詞：戸沢暢美
2. 君は僕の永遠
作詞：森浩美
"とくようミリオンカード"CMソング
3. DON'T GIVE UP 〜大丈夫にならないで〜
作詞：戸沢暢美
4. YOUR VOICE
作詞：戸沢暢美
シングル「Heart Of Gold」のカップリング曲としてシングルカット。
5. あらかじめ失われた恋人
作詞：川村真澄
6. ALL OF MY HEART
作詞：林田健司・森浩美
7. JEALOUSY IN LOVE　
作詞：森浩美
2枚目のシングル。
8. $10
作詞：林田健司・森浩美
後にSMAPがカバー。
9. EDUCATION
作詞：川村真澄
10. 君の選択
作詞：森浩美